# Sidi Ali ibn Muhammad
Abu-l-Hàssan Alí ibn Muhàmmad as-Sussí, més conegut com a sidi Alí ibn Muhàmmad, fou un dirigent del Marroc que es va proclamar sobirà al Sus abans del 1627 i va conservar el poder fins a la seva mort el 1660. Era fill del prestigiós santó Abu l-Abbas Sidi Ahmed ibn Musa al-Sussi al-Semlali i era un home religiós i just poc inclinat als vessaments de sang.
Als darrers anys del govern de Zaydan ibn Ahmad a Marràqueix aquest no aconseguia fer-se obeir de les tribus del Sus. Sidi Ali, amb el seu prestigi personal i el del seu pare va aconseguir el suport de les tribus i dels amazics de la planes de la Djezuela i d'Harsa i es va proclamar sobirà del Sus.
Va ocupar Tarudant però al cap de poc en fou expulsat pel morabit local Abu Zakariya Yahya ibn Abd Allah. La mort d'aquest uns anys després li va permetre recuperar Tarudant i consolidar el seu control sobre tots el Sus. Llavors va atacar la regió del Draa que va ocupar.
El xerif de Tafilalt, Mulay Muhammad I, que havia assolit el poder a aquesta regió el 1631, i era desafiat per la gent de fortalesa de Tabuasamt, va demanar (vers 1633) ajut a Sidi Ali ibn Muhammad, amb el qual l'unia una bona amistat. Sidi Ali li va enviar forces que es van establir a Sigilmasa disposades a marxar contra Tabuasamt, però els amazics d'aquesta regió es van aliar a la zàwiya d'al-Dila que també va enviar forces a la ciutat. Per evitar la lluita es va acordar una treva (l'any que va entre el juliol de 1633 i el juny de 1634). Sigilmasa va quedar de fet en mans de Sidi Ali de ple acord amb Muhammad I, per protegir-lo dels seus rivals.
Llavors la gent de Tabuasamt van pensar la manera com podrien trencar l'amistat entre Sidi Ali i Muhammad al Sharif, i van decidir fer submissió al caid del Sus. En aquesta situació el fill de Muhammad al-Sharif, Sultan Sidi Muhammad II ibn Sharif (Mulay Muhammad II) va reunir 200 homes i va atacar per sorpresa Tabuasamt; va derrotar els guerrers, va ocupar la fortalesa i va massacrar la població, obtenint un considerable botí (1636).
Sid Ali va reaccionar amb furia i va ordenar al seu delegat a Sigilmasa fer presoner a Muhammad al-Sharif i enviar-lo al Sus. Així es va fer i Muhammad al-Sharif fou enviat a presència de Sidi Ali que el va tenir com un any presoner fins que el seu fill va pagar un considerable rescat per alliberar-lo (1637/1638). Durant aquest temps el fill ja va tenir el control efectiu del govern al Talfilalt, i amb el botí de Tabuasamt va poder reunir un petit exèrcit, però sobretot se li van unir gent de les tribus del Talfilalt que eren hostils a Sidi Ali, perquè la gent d'aquest abusaven del poder i cobraven tant impostos com podien, generalment injustos i de vegades estrambòtics (a l'estiu un impost per estar a l'ombra i a l'hivern un impost per estar al sol) i quan Muhammad al-Sharif va tornar a Sigilamsa va renunciar definitivament al poder en favor del seu fill. Les forces d'aquest van expulsar a les de Sidi Ali, rebent Muhammad II el jurament dels habitants de Tafilalt (1640/1641).
Mulay Muhammad II al-Sharif va envair la regió del Draa i després de diverses lluites el va foragitar de la regió. Sidi Ali no obstant va mantenir el poder al Sus fins a la seva mort el 1660. El va succeir el seu fill Abu Abd Allah Muhamamd ibn Ali.